# Eumannia bytinskii
Eumannia bytinskii là một loài bướm đêm trong họ Geometridae.